# Par hereditário
A página Predefinição:Peerage/styles.css não tem conteúdo.

Depois da House of Lords Act 1999, somente 92 pares possuem assento da Casa dos Lordes.

Os pares hereditários fazem parte do Pariato do Reino Unido. São mais de setecentos pares com títulos de nobreza que podem ser herdados por seus sucessores. Antigamente, todos tinham assento na Casa dos Lordes, mas desde 1999, com o "House of Lords Act", somente 92 pares são permitidos, embora esta redução esteja em discussão no Tribunal Europeu dos Direitos Humanos. Os pares são chamados à casa dos Lordes por intimação.
Um título de par hereditário não é necessariamente um título do pariato. Por exemplo, Baronetes podem repassar seu título aos herdeiros, mas não são pares. Semelhante, um título não hereditário pode fazer parte do pariato, como fica evidente no caso do Príncipe de Gales e seus Títulos Vitalícios. Títulos podem ser criados por cartas de patentes.

## Títulos e graus

Coroa de Duque
Coroa de Marquês
Coroa de Conde
Coroa de Visconde
Coroa de Barão

Em ordem decrescente, os graus de nobreza na maior parte do Reino Unido são: duque, marquês, conde, visconde e barão; sendo seus equivalentes femininos os graus de duquesa, marquesa, condessa, viscondessa e baronesa, respectivamente. As mulheres normalmente não possuem títulos hereditários por direito próprio, exceto quando relativo a certos títulos de nobreza na Escócia. Uma mudança significativa deste status quo na Inglaterra ocorreu em 1532, quando Henrique VIII criou o título de Marquesa de Pembroke para sua futura esposa Ana Bolena; Bolena detinha este título por direito próprio e, portanto, foi enobrecida com o mesmo posto de um visconde.
Na nobreza escocesa, o grau mais inferior é o de "Senhorio do Parlamento", sendo o seu titular masculino conhecido como um "Lorde do Parlamento". Um baronato escocês é um título feudal e, portanto, não compõe o pariato da Escócia. O baronato por mandato ou baronato feudal na Inglaterra e no País de Gales era semelhante ao baronato feudal escocês por ser hereditário, mas obsoleto já que a última convocação integral dos barões feudais ingleses para o serviço militar ocorreu em 1327. O "Ato de Abolição de Posses de 1660" anulou qualquer dúvida remanescente quanto à continuidade de baronatos feudais.
Dignidades de nobreza são criadas pelo soberano por meio de mandados de intimação ou cartas-patentes. De acordo com as convenções constitucionais modernas, nenhuma dignidade de nobreza, com a possível exceção daquelas concedidas a membros da família real, seria criada se não fosse por conselho do primeiro-ministro.
Muitos pares possuem mais de um título hereditário; por exemplo, o mesmo indivíduo pode ser um duque, um marquês, um conde, um visconde e um barão em virtude de diferentes nobrezas. Entretanto, este indivíduo terá direito a apenas um voto caso integre a Câmara dos Lordes. Através do estipulado pelo Ato da Câmara dos Lordes de 1999, um dos títulos subsidiários do par pode ser transferido ao seu herdeiro antes de sua morte, fazendo com que o par e seu herdeiro tenham um voto cada um. Quando isto não ocorre, o herdeiro ainda pode usar um dos títulos subsidiários do pai como um "título de cortesia", sem ser considerado um par.

## Hereditariedade

### Pares absorvidos pela Coroa
O título de nobreza do indivíduo que eventualmente torna-se o monarca é absorvido pela Coroa britânica e deixa de existir uma vez que o soberano não pode ostentar uma honra por si mesmo. 
Ducado da Cornualha, Ducado de Rothesay e o Condado de Carrick são absorvidos pela Coroa quando não estão em uso e continuam a figurar como pares hereditários em existência apesar de não ostentados por alguém durante um determinado período. Esses títulos de nobreza também são considerados especiais porque nunca são herdados diretamente. O Ducado da Cornualha era ocupado anteriormente pelo filho mais velho do rei da Inglaterra enquanto o Ducado de Rothesay, o Condado de Carrick e certos outros títulos cerimoniais (Barão de Renfrew, Lorde das Ilhas e Príncipe e Grande Regente da Escócia) eram herdados pelo filho mais velho do rei da Escócia. Uma vez que esses títulos foram fundidos, os ducados e títulos subsidiários a eles associados são mantidos pelo filho mais velho do monarca britânico. Na Escócia, o título Duque de Rothesay é vitalício. Na Inglaterra e na Irlanda do Norte, o título de Duque da Cornualha é ostentado pelo herdeiro aparente até sua investidura como Príncipe de Gales. 
O condado é um caso especial por não ser um título hereditário que eventualmente acaba fundindo-se com a Coroa em caso do titular ascender ao trono ou falecer antes do soberano. Dentro desta tradição, Jorge III (então neto do monarca reinante Jorge II) foi nomeado Príncipe de Gales e Conde de Chester um mês após a morte de seu pai Frederico, Príncipe de Gales em 1751.
O título de Duque da Cornualha está associado ao Ducado da Cornualha; o primeiro é uma dignidade de nobreza, enquanto o último é uma propriedade do Duque da Cornualha. Os rendimentos relativos ao ducado são revertidos diretamente para o Duque da Cornualha e - na ausência deste titular - para o Soberano.
O único outro ducado no Reino Unido é o Ducado de Lencastre, que também é uma propriedade e não uma dignidade de nobreza. O Ducado de Lencastre fundiu-se com a Coroa quando Henrique de Monmouth ascendeu ao trono inglês como Henrique V em 1413. No entanto, o Ducado de Lancaster continua a existir sob a liderança do Chanceler do Ducado de Lancaster (normalmente um cargo sinecura sem funções relacionadas ao ducado e ocupado por um ministro sem pasta). O Ducado de Lencastre é propriedade herdada pessoalmente pela pessoa do Soberano e não pertence à Coroa. Portanto, enquanto a renda do Crown Estate é entregue ao Chanceler do Tesouro, a renda do ducado faz parte do Privy Purse, os fundos pessoais do Soberano.